# Everaldo
Everaldo Marques da Silva (Porto Alegre (RS), 11 september 1944 – Cachoeira do Sul, 27 oktober 1974), voetbalnaam Everaldo, was een Braziliaans voetballer die speelde als linksback. Hij was onderdeel van het Braziliaans voetbalelftal dat het WK 1970 won. Hij overleed vier jaar later op 30-jarige leeftijd als gevolg van een auto-ongeluk. Hij wordt beschouwd als een van de beste linksbacks aller tijden. Hij stond bekend als balwinnaar, verdedigende vaardigheden, het markeren van tegenstanders en hij was capabel als een snelle en sterke linksback. Een eenvoudige maar efficiënte speelstijl hebben, met een groot vermogen om te scoren. Hij verdiende zijn bijnaam Gouden Ster.

## Loopbaan
Everaldo kwam in 1957 in de jeugdopleiding van Grêmio terecht. In 1964 werd hij voor twee jaar verhuurd aan Juventude. In 1965 werd hij met de club vice-kampioen in het Campeonato Gaúcho achter Grêmio. Kort daarna keerde hij terug naar Porto Alegre. In 1966 won Everaldo met Grêmio het Campeonato Gaúcho. Het was de vijfde keer op rij dat de club het staatskampioenschap won. De volgende twee jaren, in 1967 en 1968, werd wederom het staatskampioenschap behaald.
Zijn goede prestaties bij Grêmio zorgden ervoor dat Everaldo in 1967 voor het eerst werd opgeroepen voor het Braziliaans voetbalelftal voor de wedstrijden tegen Uruguay in de strijd om de Copa Rio Branco. Na drie gelijke spelen werd besloten om de titel te delen. In 1970 nam bondscoach Mário Zagallo hem op in de selectie van Brazilië voor het WK 1970, dat plaatsvond in Mexico. Brazilië, met spelers als Carlos Alberto Torres en Pelé, werd ongeslagen wereldkampioen door in de finale Italië met 4-1 te verslaan. Everaldo miste geen enkele minuut op het toernooi, waarin Brazilië slechts zeven tegendoelpunten kreeg.
Met het winnen van de wereldbeker werden Everaldo en zijn ploeggenoten als goden behandeld door de Braziliaanse bevolking. Everaldo ontving talloze onderscheidingen en werd benoemd tot erelid van de Voetbalfederatie van Rio Grande do Sul. Daarnaast kreeg hij uit handen van president Emílio Garrastazu Médici een cheque van 25 duizend cruzeiro en een spaarrekening van vijfduizend cruzeiro. Op 30 juni 1970, bijna een week nadat Everaldo was teruggekeerd uit Mexico, maakte Grêmio bekent de gouden ster in hun logo te wijdden aan hem vanwege zijn prestaties voor de club en het Braziliaanse voetbal. Hij was de eerste voetballer uit Rio Grande de Sul die wereldkampioen werd met Brazilië.
Bondscoach Mário Zagallo nam Everaldo niet op in de selectie voor de Braziliaanse Onafhankelijkheidsbeker. Dit leidde tot protest onder de Braziliaanse fans, die in de laatste voorbereidingswedstrijd van Brazilië tegen een selectie van Gaúchos (waar Everaldo onderdeel van was) de nationale ploeg uitjouwden. Kort hierna volgde echter nog een tegenslag voor de linksachter. Op 18 oktober 1972, tijdens een competitiewedstrijd van Grêmio tegen Cruzeiro, viel Everaldo de scheidsrechter aan nadat deze een strafschop had toegekend aan de tegenpartij. Opvallend was dat hij drie maanden eerder nog de Prêmio Belfort Duarte had ontvangen, een sportiviteitsprijs. Everaldo werd als straf voor een jaar geschorst van het voetbal en maakte publiekelijk bekend dat hij afstand zou doen van zijn recht op de Belfort Duarte-prijs.
Op 27 oktober 1974 overleed Everaldo als gevolg van een auto-ongeluk. Hij kwam met zijn Dodge Dart, die hij had gekregen van een dealer in Porto Alegre na het winnen van het WK,  in botsing met een vrachtwagen.
1 Félix ·
2 Brito ·
3 Piazza ·
4 Carlos Alberto  ·
5 Clodoaldo ·
6 Marco Antônio ·
7 Jairzinho ·
8 Gérson ·
9 Tostão ·
10 Pelé ·
11 Rivellino ·
12 Stinghen ·
13 Roberto ·
14 Baldocchi ·
15 Fontana ·
16 Everaldo ·
17 Joel ·
18 Paulo Cézar Caju ·
19 Edu ·
20 Dario ·
21 Zé Maria ·
22 Leão ·
Coach: Zagallo